# Le Château-d'Almenêches
Le Château-d'Almenêches és un municipi francès situat al departament de l'Orne i a la regió de Normandia. L'any 2007 tenia 178 habitants.

## Demografia

### Població
El 2007 la població de fet de Le Château-d'Almenêches era de 178 persones. Hi havia 64 famílies de les quals 16 eren unipersonals (8 homes vivint sols i 8 dones vivint soles), 20 parelles sense fills, 24 parelles amb fills i 4 famílies monoparentals amb fills.
La població ha evolucionat segons el següent gràfic:
Habitants censats

### Habitatges
El 2007 hi havia 88 habitatges, 66 eren l'habitatge principal de la família, 18 eren segones residències i 4 estaven desocupats. 78 eren cases i 2 eren apartaments. Dels 66 habitatges principals, 51 estaven ocupats pels seus propietaris i 15 estaven llogats i ocupats pels llogaters; 3 tenien dues cambres, 8 en tenien tres, 16 en tenien quatre i 39 en tenien cinc o més. 52 habitatges disposaven pel capbaix d'una plaça de pàrquing. A 28 habitatges hi havia un automòbil i a 32 n'hi havia dos o més.

### Piràmide de població
La piràmide de població per edats i sexe el 2009 era:
| Homes | Edats   | Dones |
| ----- | ------- | ----- |
| 0     | 95 o +  | 0     |
| 0     | 90 a 94 | 1     |
| 0     | 85 a 89 | 3     |
| 1     | 80 a 84 | 2     |
| 5     | 75 a 79 | 2     |
| 2     | 70 a 74 | 2     |
| 6     | 65 a 69 | 4     |
| 4     | 60 a 64 | 3     |
| 4     | 55 a 59 | 6     |
| 7     | 50 a 54 | 7     |
| 8     | 45 a 49 | 7     |
| 5     | 40 a 44 | 6     |
| 5     | 35 a 39 | 5     |
| 8     | 30 a 34 | 5     |
| 4     | 25 a 29 | 8     |
| 5     | 20 a 24 | 2     |
| 5     | 15 a 19 | 8     |
| 5     | 10 a 14 | 7     |
| 5     | 5 a 9   | 8     |
| 8     | 0 a 4   | 5     |

## Economia
El 2007 la població en edat de treballar era de 114 persones, 82 eren actives i 32 eren inactives. De les 82 persones actives 73 estaven ocupades (39 homes i 34 dones) i 9 estaven aturades (7 homes i 2 dones). De les 32 persones inactives 15 estaven jubilades, 8 estaven estudiant i 9 estaven classificades com a «altres inactius».

### Ingressos
El 2009 a Le Château-d'Almenêches hi havia 69 unitats fiscals que integraven 185 persones, la mediana anual d'ingressos fiscals per persona era de 14.305 €.

### Activitats econòmiques
Dels 6 establiments que hi havia el 2007, 2 eren d'empreses de construcció, 1 d'una empresa de comerç i reparació d'automòbils, 1 d'una empresa de transport, 1 d'una empresa d'hostatgeria i restauració i 1 d'una empresa immobiliària.
L'únic servei als particulars que hi havia el 2009 era una fusteria.
L'any 2000 a Le Château-d'Almenêches hi havia 11 explotacions agrícoles que ocupaven un total de 539 hectàrees.

## Poblacions més properes
El següent diagrama mostra les poblacions més properes.